# Барашенков, Владилен Сергеевич
Барашенков Владилен Сергеевич (род. 20 августа 1929 — умер 17 декабря 2004) — советский и российский физик, специалист в области ядерной физики.

## Биография
В 1951 году окончил физический факультет МГУ. С 1956 г. работал в ОИЯИ. В 1963 году получил ученую степень доктора физико-математических наук. Является автором многочисленных статей и книг по ядерной физике.

## Научные труды
- Барашенков В. С. Сечения взаимодействия элементарных частиц. — Москва: Наука, 1966. — 532 с.
- Барашенков В. С., Тонеев В. Д. Взаимодействия высокоэнергетических частиц и атомных ядер с ядрами. — Москва: Атомиздат, 1972. — 648 с.
- Барашенков В. С. Проблемы субатомного пространства и времени. — Москва: Атомиздат, 1979. — 200 с.
- Барашенков В. С. Кварки, протоны, Вселенная. — Москва: Знание, 1987. — 192 с.